# Conringia
Conringia là chi thực vật có hoa trong họ Cải.